# José Guilherme Baldocchi
José Guilherme Baldocchi, connu sous le nom de Baldocchi (né le 14 mars 1946 à Batatais, dans l'État de São Paulo) est un footballeur brésilien des années 1960 et 1970.

## Biographie
En tant que défenseur, José Guilherme Baldocchi fut international brésilien qu'une seule fois pour aucun but inscrit. Sa seule sélection fut honorée le 4 mars 1970 à Porto Alegre, contre l'Argentine, qui se solda par une défaite des locaux (0-2). Il fit partie des joueurs sélectionnés pour la Coupe du monde de football de 1970, mais il ne joua aucun match. Il remporta néanmoins le tournoi.
Il commença sa carrière à Batatais (pt), puis fit deux saisons à Botafogo, remportant deux tournois Rio-São Paulo de football. Puis il joua quatre saisons à Palmeiras, avec qui il remporta une coupe du Brésil en 1967 et deux tournois Roberto Gomes Pedrosa. Il ne remporta ni avec Corinthians, ni avec Fortaleza.

## Clubs
- 1964 :  Batatais (pt)
- 1964-1966 :  Botafogo
- 1967-1971 :  Palmeiras
- 1971-1974 :  Corinthians
- 1974-1976 :  Fortaleza

## Palmarès
- Copa Libertadores
  - Finaliste en 1968
- Coupe du Brésil de football
  - Vainqueur en 1967
- Tournoi Roberto Gomes Pedrosa
  - Vainqueur en 1967 et en 1969
  - Finaliste en 1970
- Tournoi Rio-São Paulo de football
  - Vainqueur en 1964 et en 1966
- Coupe du monde de football
  - Vainqueur en 1970